# Nemo propheta in patria
Nemo propheta in patria (изговор: Немо профета ин патрија) је латински израз који се буквално преводи: „Нико није пророк у својој земљи”.

## Изрека у српском језику
У српском језику постоји изрека са истим смислом, која се врло мало разликује од латинске: „Нико није постао филозоф у своме селу“

## Тумачење
У свим временим, од времена старих Латина, нико у свом животном простору није постигао успјех. Вјероватно и физичка и временска дистанца морају бити знатно веће да би се мишљења и утисци поставили на право мјесто. Што су дистанце краће и ближе, стварна величина личности се чини обичном,   прозаичном и свакодневном, и зато тешко сагледива па и призната.